# Stamnät (elektricitet)
För andra betydelser, se stamnät.

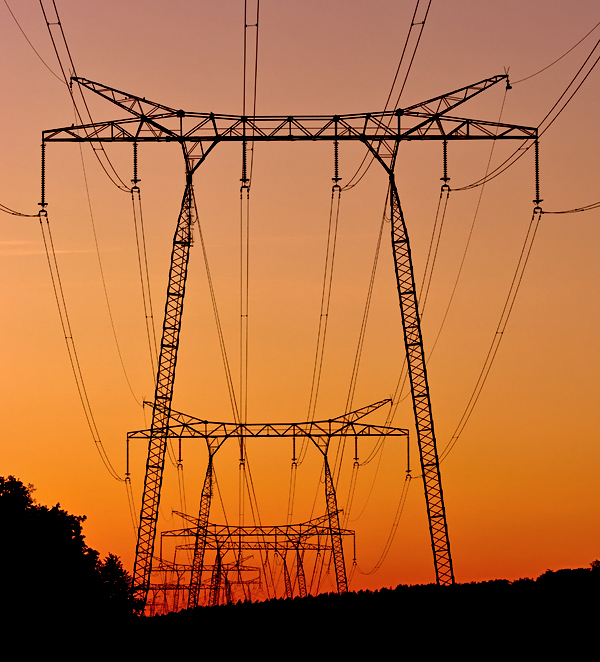
Högspänningsledningar

Ett stamnät för överföring av el är ett landsomfattande nät av kraftledningar som har de högsta nominella spänningarna och som knyter ihop produktionsanläggningar, regionnät och nät i grannländerna. Stamnätet omfattar förutom kraftledningarna även ställverk, transformatorstationer med mera. Affärsverket svenska kraftnät använder numera benämningen transmissionsnät i stället för stamnät.

## Sverige
Ett transmissionsnät definieras i ellagen som ett tekniskt och driftsmässigt sammanhängande ledningsnät som har en spänning om 220 kilovolt eller mer, sträcker sig över flera nätregioner i Sverige och länkar samman det nationella elnätet med elnät i andra länder. Det svenska transmissionsnätet, som ägs av staten och förvaltas och drivs av Svenska kraftnät, består av ledningar med en spänning om 220 eller 400 kilovolt (kV) och även ledningar för högspänd likström.
Det är av tekniska och ekonomiska skäl lämpligt att överföra stora kvantiteter el vid hög spänning. Stamnätet eller transmissionsnätet används därför för den överregionala elöverföringen samt för import och export.